# Chromonephthea goudi
Chromonephthea goudi är en korallart som beskrevs av van Ofwegen 2005. Chromonephthea goudi ingår i släktet Chromonephthea och familjen Nephtheidae. Inga underarter finns listade i Catalogue of Life.